# Новогорская улица (Ломоносов)
Нового́рская улица — улица в городе Ломоносове Петродворцового района Санкт-Петербурга, в историческом районе Мартышкино. Проходит от улицы Жоры Антоненко до улицы Немкова.
Название было присвоено 15 июля 1952 года. Оно связано с тем, что улица проходит по горе, а Ново… добавлено, поскольку в Мартышкине есть Горская улица.

## Перекрёстки
- улица Жоры Антоненко
- Восточный переулок
- Линейный переулок
- улица Шишкина
- улица Верещагина
- улица Немкова